# 巴利塔纳
巴利塔纳（羅馬化：Pālītāṇā）是印度古吉拉特邦包纳加尔县的一个城镇。总人口51934（2001年）。巴利塔纳为世界上为数不多的素食城市之一，2014年立法规定禁止动物屠宰，以及销售肉和蛋

## 人口
该地2001年总人口51934人，其中男性26782人，女性25152人；0—6岁人口7802人，其中男4174人，女3628人；识字率64.25%，其中男性为71.32%，女性为56.71%。